# 利斯頓冰原島峰
70°54′S 63°45′W / 70.900°S 63.750°W
利斯頓冰原島峰（英語：Liston Nunatak），是南極洲的冰原島峰，位於帕爾默地，處於韋爾奇山脈的海因茨山西北面，美國地質調查局在1974年繪入地圖，現時由南極條約體系管理。